# Pápa címere

Pápa címere

Pápa címere az 1903-ban kelt címerleírás szerint: „Kék mezőben, zöld talajon, egy ferdén felállított ezüst pajzs előtt, mely keresztbetett zöld pálmaágat visel, Szent István első vértanú diakónus ruhában, t.i. fehér ingben s arra húzott arany hímzésű és bojtú vörös dalmatikában, a dicsőség fénykörével övezett födetlen fejjel, jobbra fordulva, kezét imára kulcsolva térdepel, míg feje felett a megköveztetést jelző három kő, a pajzs jobb sarkában ezüst félhold, a bal sarokban pedig hat ágú csillag látható.”
Természetesen a címer ennél jóval régebbi: a város 15. századi pecsétjéből alakult ki. Az 1477-ből, illetve 1589-ből fennmaradt pecsét lényegében azonos a mai címerrel, az imádkozó Szent István vértanút, a városi templom védőszentjét ábrázolja. Az előtte levő pajzson azonban pálmaágak helyett a Garai család kígyós címerét láthatjuk, ugyanis 1389 után a Garaiak voltak Pápa földesurai. Hogy a két egymásba fonódó kígyó hogy alakult pálmaágakká, a következőképpen magyarázhatjuk: a 15. század végén kihalt a Garai család, és mivel a pecsétnyomó kis mérete miatt a részletek nem voltak felismerhetőek, a századok során a pajzs eredeti rajza feledésbe merült, végül egyre inkább beleértették a pálmáágakat, amelyek egyébként is gyakran megjelennek Szent István ábrázolásain. Ugyancsak a régi pecsétek kis méretéből fakadhat, hogy Csoma József heraldikus 1895-ös írásában két jogart ismert fel a címerrajzon.

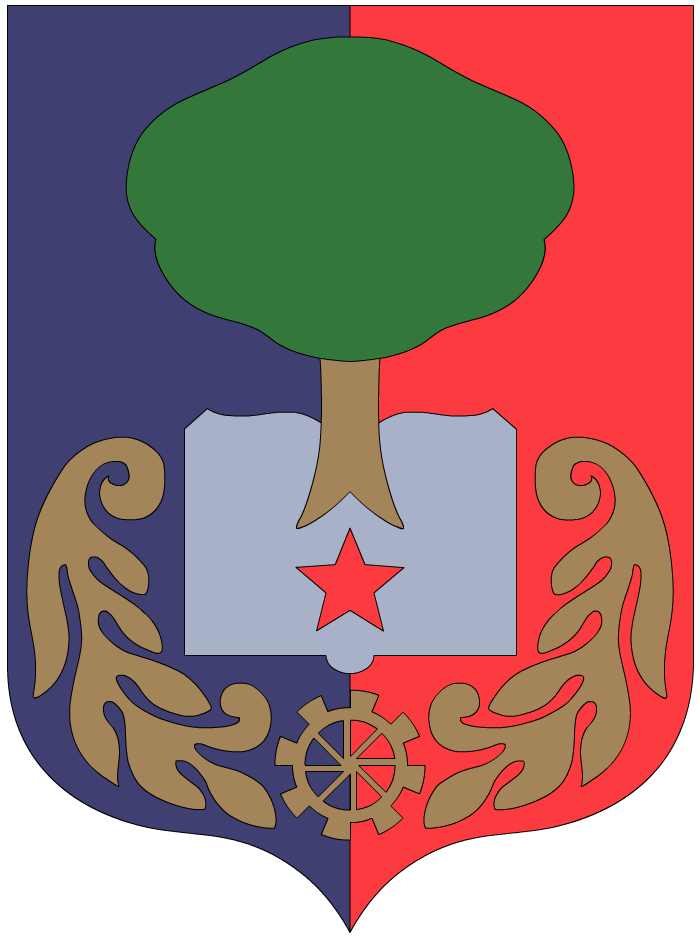
Pápa szocialista címere

Kádár János egy belügyminiszteri rendeletében 1949. április 7-én betiltotta a városi és megyei címerek használatát, mivel azok „a régi feudális rendszert tükrözik vissza”. A Minisztertanács 1974. február 22-én kelt határozatával ugyan újra engedélyezte a helyi jelképek használatát, de a szocialista szellemben készült címerek sok esetben teljesen elszakadtak a heraldika évszázados hagyományaitól. Szerencsére Pápa Töreki Ferenc grafikus által tervezett címere (1974. október 18-án fogadták el) nem vét súlyosan a heraldikai szabályok ellen. A címer fő eleme „a tudás fája”, mely a  Református Kollégium jelképét, az eperfát idézi, alatta az iskolavárosiasságra utaló nyitott könyv, valamint egy malomkerék, holott a hetvenes években már nem is volt Pápán malomipar. Utóbbi A magyar városok címerei című könyvben olvasható leírás szerint a „modern gyáripar jelképe”, így fogaskerékként is értelmezhető. A korabeli gyakorlatnak megfelelően helyett kapott a címerben a vörös csillag is.
A Művelődéstörténeti Társaság kezdeményezésére a tanács 1989. december 21-i  határozata visszaállította az ősi címert.